# 玛萝
玛丽安娜·布里托达克鲁斯·福尔雅斯·塞卡（葡萄牙語：Mariana Brito da Cruz Forjaz Secca），艺名为玛萝（葡萄牙語：Maro，个性化全部使用大写字母），是葡萄牙歌手及词曲作家。她获得了2022年葡萄牙音樂節冠军，并将在意大利都灵举行的2022年欧洲歌唱大赛中代表葡萄牙参加比赛，参赛的歌曲为《Saudade, saudade》。

## 早年生活及教育
她在三个兄弟姐妹中排行第二。最初是她计划成为一名兽医，但后来选择从事音乐。她曾在伯克利音樂學院学习，后来移居洛杉矶。